# Protestation de Baraguá
La protestation de Baraguá (en Protesta de Baraguá) est le nom donné à la désobéissance du général cubain Antonio Maceo, le 15 mars 1878, au Pacte de Zanjón. Signé le 10 février 1878, le pacte mettait fin à la guerre des Dix Ans, première tentative d'indépendance cubaine. Par cette dénonciation, Maceo informe le gouverneur espagnol Martínez-Campos de son intention de reprendre le combat. Ce sera chose faite un an plus tard, lors de la Petite Guerre.